# يعقوب (أمة الإسلام)

تصوير ليعقوب من الألواح المقدسة لملاخي ز. يورك ، 1993

يعقوب (ويكتب أحيانًا ياكوب) هو شخصية في أساطير أمة الإسلام (NOI). وفقًا لعقيدة أمة الإسلام، كان يعقوب عالمًا أسود البشرة عاش قبل 6600 عام وبدأ في إنشاء العرق الأبيض من خلال شكل من أشكال التربية الانتقائية ، والتي يشار إليها باسم " التطعيم"، بينما كان يعيش في جزيرة بطمس.
وقد تسببت هذه القصة، على مدار تاريخها، في حدوث خلافات داخل أمة الإسلام. نشأت هذه القصة في كتابات مؤسس أمة الإسلام والاس فارد محمد ، ولكن تم رفضها من قبل بعض قادتها اللاحقين. تستمر حركة أمة الإسلام، بقيادة زعيمها الحالي لويس فراقان ، في التأكيد على أن قصة يعقوب حقيقية.

## تاريخ يعقوب
نشأت قصة يعقوب في كتابات والاس فرد محمد ، مؤسس أمة الإسلام، في كتيب الأسئلة والأجوبة العقائدي "الدرس الثاني للمسلم الضائع الموجود" من أوائل ثلاثينيات القرن العشرين.  وقد تم تطويرها من قبل خليفته إيليجا محمد في العديد من الكتابات، وأكملها في فصل بعنوان "صنع الشيطان" في كتابه "رسالة إلى الرجل الأسود في أمريكا". 

### القصة الأصلية
بحسب القصة، في بداية التاريخ البشري، كان هناك مجموعة متنوعة من أنواع السود يسكنون القمر؛ وعندما شعر "عالم إلهي" أسود بالإحباط لأن كل من يعيشون على القمر لا يتحدثون لغة واحدة، قام بتفجير القمر. قطعة من هذا القمر المدمر أصبحت الأرض، والتي سكنها بعد ذلك مجتمع من السود الناجين الصالحين أخلاقياً، واستقر بعضهم في مدينة مكة .  وُلِد يعقوب على مسافة قصيرة خارج المدينة، وكان من بين الثلاث السود الأصليين الذين كانوا غير راضين عن الحياة في هذا المجتمع.  يعقوب أحد أفراد فرع مكة من قبيلة الشباز ، وقد اكتسب لقب "الرأس الكبير" بسبب رأسه الكبير بشكل غير عادي وغروره. وفي سن السادسة، اكتشف قانون الجذب والتنافر من خلال اللعب بالمغناطيسات المصنوعة من الفولاذ . 
وقد أدت هذه الرؤية إلى خطة لإنشاء شعب جديد. "لقد رأى إنسانًا مختلفًا، مصنوعًا لجذب الآخرين، والذي يمكنه، بمعرفة الحيل والأكاذيب، أن يحكم الرجل الأسود الأصلي".  وعندما بلغ الثامنة عشرة من عمره كان قد استنفد كل المعرفه في جامعات مكة. ثم اكتشف أن الرجل الأسود الأصلي يحتوي على " جرثومة سوداء" و"جرثومة بنية". ومعه 59,999 من الأتباع، ذهب إلى "جزيرة في بحر إيجة تسمى بيلان"، والتي حددها محمد بأنها جزيرة بطمس الحديثة. وبمجرد وصوله إلى هناك، أسس نظامًا استبداديًا ، وبدأ في استئصال السمات السوداء من أتباعه، فقتل جميع الأطفال ذوي البشرة الداكنة، ونجح في إنشاء عرق بني بعد 200 عام. 
توفي يعقوب عن عمر يناهز 150 عامًا،  لكن أتباعه واصلوا عمله. بعد 600 عام من هذا النظام المتعمد لتحسين النسل، تم إنشاء العرق الأبيض .  إن الظروف الوحشية التي نشأت فيها هذه المخلوقات هي التي حددت الطبيعة الشريرة للعرق الجديد: "من خلال الكذب على الأم السوداء للطفل، وُلدت هذه الكذبة في طبيعة الطفل الأبيض ذاتها؛ وُلدت أيضًا فيهم نزعة القتل للسود - أو جعلتهم الطبيعة كذابين وقاتلين".  كانت جميع الأجناس الأخرى غير العرق الأسود نتاجًا ثانويًا لعمل يعقوب، حيث تم إنشاء الأجناس "الحمراء والصفراء والبنية" أثناء عملية " التبييض "؛  ومع ذلك، فإن "العرق الأسود" شمل الشعوب الآسيوية، التي تعتبر أسلافًا مشتركين للمور .  تم تعريف "البيض" على أنهم الأوروبيون . وأكد إيليجا محمد أيضًا أن بعض أفراد العرق الأبيض الجديد "حاولوا العودة إلى الأمة السوداء، لكن لم يكن لديهم ما يستندون إليه". ونتيجة لذلك، أصبحوا غوريلات : "كان عدد قليل منهم محظوظًا بما يكفي للبدء، ووصلوا إلى ما يسمى بالغوريلا. في الواقع، تنتمي عائلة القرود بأكملها إلى تاريخ 2000 عام من العرق الأبيض في أوروبا". 
سافر العرق الجديد إلى مكة، حيث تسببوا في الكثير من المتاعب حتى تم نفيهم إلى "غرب آسيا ( أوروبا )، وتجريدهم من كل شيء باستثناء اللغة. [...] وبمجرد وصولهم إلى هناك، تم ربطهم بالحبال، لإبعادهم عن الجنة. [...] قام الجنود بدوريات على الحدود مسلحين بالسيوف، لمنع الشياطين من العبور".  لقد عاشوا حياة همجية لعدة قرون، حيث عاشوا عراة في الكهوف وأكلوا اللحوم النيئة، ولكن في نهاية المطاف تم إخراجهم من الكهوف بواسطة موسى الذي "علمهم ارتداء الملابس". حاول موسى أن يتحضرهم، لكنه في النهاية استسلم وقام بتفجير 300 من أكثر الأشخاص البيض إزعاجًا "بالديناميت" . 
ومع ذلك، فقد تعلم البيض استخدام "علم الحيل"؛ وهي خطة لاستغلال حيلهم وافتقارهم إلى التعاطف والعاطفة للاستيلاء على السلطة واستعباد السكان السود، وجلب العبيد الأوائل إلى أمريكا.  وفقًا لعقيدة أمة الإسلام، كان من المقرر أن يحكم نسل يعقوب لمدة 6000 عام قبل أن يستعيد الشعوب السوداء الأصلية في العالم هيمنتها، وكانت نهايتها في عام 1914. 

### القصة النوبية
وقد رويت نسخة بديلة من القصة من قبل الأمة النوبية ، وهي حركة دينية جديدة عنصرية سوداء يديرها مالاكي يورك : وقد تم توضيح ذلك في كتاب يبلغ عدد صفحاته حوالي 1700 صفحة بعنوان الألواح المقدسة . في الرواية النوبية لأسطورة يعقوب، قبل 17 مليون سنة من أولى المعارك "المجرية" العديدة، كان أسلاف السود آلهة ــ الذين أُطلق عليهم مجموعة متنوعة من الأسماء، بما في ذلك "رزقانين"، والتي تعني "المزودون" ــ ، ولكنهم خاضعون لـ"الإله الأعلى". عاش الرزقانين في مجرة أخرى على كوكب يُعرف باسم "رزق"، والذي يقع في "النظام الشمسي الثلاثي الأصلي" والذي يتميز بوجود "عرش متحرك"/سفينة فضائية، نيبيرو. 
في روايتهم، فإن الطبقة الجوية الواقية الأصلية لهذا الكوكب، والتي كانت ضرورية للحماية من الأشعة فوق البنفسجية من شموسه الثلاث، قد تم تدميرها من قبل كائن شرير كان زعيم الملائكة الساقطين، الشيطان . لقد طلب الإله الأعلى من الشيطان أن ينتقل إما من الكوكب بالكامل أو إلى مكان مختلف عليه. رفض ذلك، وبدلاً من ذلك قام بتفجير انفجار ذري "مثل القنبلة الهيدروجينية"، مما أدى إلى تدمير جزء من الغلاف الجوي. تمكن علماء الكوكب من إصلاحه بالذهب، لكن لم يكن هناك ما يكفي من الذهب على الكوكب، مما استلزم رحلات إلى الفضاء على نيبيرو لاستخراج الذهب من كوكب الأرض ، حيث تم إنشاء المستعمرات. 
لم يكن الرزقانين يرغبون في استخراج الذهب، معتقدين أنه عمل لا يرقى إلى مكانتهم كملائكة. لقد قاموا بدمج جينات الإنسان المنتصب مع جينوماتهم الخاصة، مما أدى إلى إنتاج البشر للقيام بهذه المهمة نيابة عنهم. كان لدى البشر في الأصل قدرات نفسية مختلفة، ولكن بعد الحروب وقابيل وهابيل ، تمت إزالة الغدة المسؤولة عن هذه القوى النفسية من الدماغ البشري من قبل الرزقانين. وُلِد يعقوب بدماغين (التفسير النوباني لحجم رأسه الكبير)، مما جعله عبقريًا قادرًا على إجراء تجارب ربط الجينات، والتي أسفرت عن ظهور أشخاص بيض. وبعد انتهاء تجاربه، انفجر أحد أدمغته، مما أدى إلى وفاته. 